# Rally de Madrid-La Alcarria
El Rally de Madrid-La Alcarria fue una prueba de rally que se organizó en 2004 por la RFEDA. Fue valedera para el Campeonato de España de Rally y a pesar de su nombre se disputó en la comarca de la Alcarria, en la provincia de Guadalajara, mientras que en Madrid únicamente se realizó la ceremonia de salida y la entrega de premios.

## Historia
En Madrid se realizaban desde los años 1970 diferentes pruebas puntuables para el campeonato de España, como el Rally Valeo, el Critérium Luis de Baviera y el Rally Shalymar. El primero se había salido del certamen nacional en 2003 por lo que la RFEDA quiso llevar a cabo una prueba en la Alcarria pero con sede en Madrid. De esta manera y en colaboración con el RACE y Octagon Esedos realizó los días 26 y 27 de noviembre de 2004 la prueba que fue la décima y última ronda de la temporada 2004 y contó con un itinerario de doce tramos que sumaban 153,94 km cronometrados. La ceremonia de salida se realizó en el recinto ferial de IFEMA y de ahí los más de cuarenta equipos inscritos se trasladaron a Guadalajara para disputar los tramos repartidos en los municipios de Lupiana, Valdeavellano, Valdegrudas, Casas de San Galindo, Hita, Espinosa de Henares, Humanes, Torre del Burgo, Caspueñas y Valdesaz. Los tramos se caracterizaron por ser muy rápido, con medias por encima de los 140 km/h.
Aunque el campeonato de pilotos (y demás trofeos) estaba ya decidido en favor de Alberto Hevia, faltaba por saberse el ganador del Trofeo Citroën C2. Dani Sordo que venía de ganar la anterior prueba, el Rally Costa del Sol, se impuso en la prueba adjudicándose ocho de los doce tramos disputados. El piloto de Peugeot, el andorrano Joan Vinyes (Peugeot 206 S1600) fue segundo y Sergio Vallejo (Fiat Punto S1600) tercero. En el grupo N venció Miguel Martínez Conde (Mitsubishi Lancer Evo VIII) y en el trofeo C2 lo hizo Alberto Monarri, aunque el título fue para Luis Carballido que terminó segundo por delante de Álvaro Muñiz.

### Clasificación final
| Pos. | Piloto                | Copiloto               | Automóvil                  | Tiempo    | Diferencia |
| ---- | --------------------- | ---------------------- | -------------------------- | --------- | ---------- |
| 1.   | Dani Sordo            | Carlos del Barrio      | Citroën C2 S1600           | 1:14:34.7 | 0.0        |
| 2.   | Joan Vinyes           | Xavier Lorza           | Peugeot 206 S1600          | 1:15:22.2 | +47.5      |
| 3.   | Sergio Vallejo        | Diego Vallejo          | Fiat Punto S1600           | 1:15:36.6 | +1:01.9    |
| 4.   | Enrique García Ojeda  | Raquel Fernández       | Peugeot 206 S1600          | 1:15:38.3 | +1:03.6    |
| 5.   | Jonathan de Miguel    | Ignacio Pernía         | Peugeot 206 S1600          | 1:16:55.7 | +2:21.0    |
| 6.   | Alberto Hevia         | Alberto Iglesias       | Renault Clio S1600         | 1:17:37.4 | +3:02.7    |
| 7.   | Miguel Martínez-Conde | Adrián Ruiz            | Mitsubishi Lancer Evo VIII | 1:18:53.9 | +4:19.2    |
| 8.   | Samuel Lemes          | Jonathan Lemes         | Mitsubishi Lancer Evo VIII | 1:19:00.3 | +4:25.6    |
| 9.   | Salvador Cañellas Jr. | Lucas Cruz             | Honda Civic Type-R         | 1:19:02.3 | +4:27.6    |
| 10.  | Víctor J. Delgado     | Javier Santana Benítez | Mitsubishi Lancer Evo VIII | 1:19:09.8 | +4:35.1    |

## Palmarés
| Año  | Edición                     | Piloto     | Copiloto          | Vehículo         | Series |
| ---- | --------------------------- | ---------- | ----------------- | ---------------- | ------ |
| 2004 | Rally de Madrid-La Alcarria | Dani Sordo | Carlos del Barrio | Citroën C2 S1600 | CERA   |